# 2014年冬季奧林匹克運動會克羅埃西亞代表團
2014年冬季奧林匹克運動會克羅埃西亞代表團是克羅埃西亞所派出的2014年冬季奧林匹克運動會代表團，共有11名運動員參與三項目賽事。

## 高山滑雪
克羅埃西亞取得了八個名額。
- 男子項目 – 6個名額
- 女子項目 – 2個名額

## 越野滑雪
克羅埃西亞有2名選手已確定晉級。
- 男子項目 – 1個名額
- 女子項目 – 1個名額

## 單板滑雪
克羅埃西亞於此項目獲得1個名額。
- 女子半管 – 1個名額

## 外部連結
- Croatia at the 2014 Winter Olympics（页面存档备份，存于）